# Brockton, Massachusetts
Brockton, Massachusetts là một thành phố thuộc quận Plymouth trong tiểu bang thịnh vượng chung Massachusetts, Hoa Kỳ. Thành phố có tổng diện tích  km², trong đó diện tích đất là  km². Theo điều tra dân số Hoa Kỳ năm 2010, thành phố có dân số 93.810 người. Brockton, cùng với Plymouth, là các thủ phủ quận Plymouth. Brockton là thành phố lớn thứ bảy trong tiểu bang Massachusetts và là đôi khi được gọi là "thành phố của các nhà vô địch", chủ yếu là do sự thành công của võ sĩ có nguồn gốc Rocky Marciano và Marvin Hagler, cũng như các trường trung học Brockton thành công chương trình thể thao.
Năm 1649, Ousamequin (Massasoit) đã bán đất xung quanh, sau đó được gọi là Saughtucket, Myles Standish là một sự bổ sung Duxbury. Brockton là một phần của khu vực này, mà tiếng Anh đổi tên thành Bridgewater, cho đến năm 1821, khi nó trở thành thị trấn Bắc Bridgewater. Tên của nó thay đổi vào năm 1874, sau khi một quá trình tranh cãi cuối cùng quyết định về đặt tên nó sau khi Isaac Brock, theo tên một thương gia địa phương nghe Brockville, Ontario, trên một chuyến đi đến Niagara Falls. Thị trấn Brockton đã trở thành một thành phố vào ngày 09 tháng 4 năm 1881. Trong cuộc nội chiến Mỹ, Brockton sản xuất giày lớn nhất của Mỹ, và cho đến khi phần cuối của thế kỷ 20, Brockton có một chiếc giày lớn và sản phẩm công nghiệp da.